# تمريض العناية المركزة

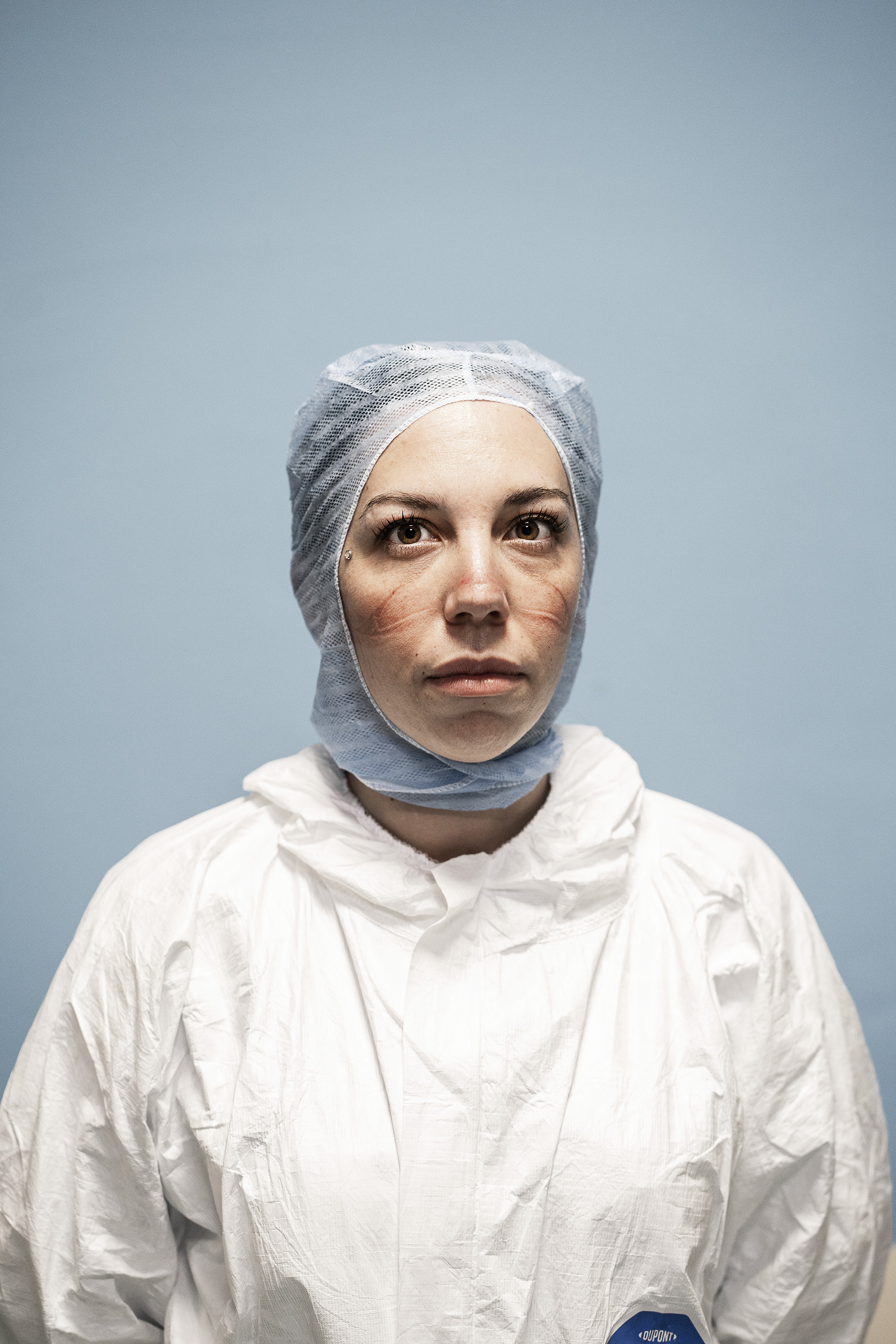

تمريض العناية المركزة هوأحد أقسام التمريض الذي يركز على العناية الفائقة بالحالات الصحية الحرجة أو المرضى ذوي الحالات غير المستقرة. ويكون عمل ممرضات العناية المركزة في بيئات مختلفة وواسعة ومتخصصة، مثل: العنايات المركزة العامة والعنايات المركزة الطبية والعنايات المركزة الجراحية والعنايات المركزة الرضوحية والعنايات المركزة الإكليلية والعنايات المركزة القلبية وبعض أقسام الطوارئ المركزية الرضوحية. يعتني هؤلاء المختصين عامة بالمرضى ذوي الحالات الصحية الحرجة التي تتطلب حالاتهم تهوية طبية عن طريق التنبيب الرغامي أو عن طريق الأدوية الفعالة في الأوعية المعيارية.

## الصفات الشخصية والوظائف المحددة
تعرف ممرضات العناية المركزة أيضا بممرضات وحدة العناية المركزة (ICU). تعالج الممرضات المرضى الذين يعانون من أمراض مزمنة أو من هم عرضة للأمراض القاتلة. تستخدم ممرضات العناية المركزة معلوماتهن الأساسية والمتخصصة في العناية والحفاظ على دعم حياة المرضى ذوي الحالات الصحية الحرجة والذين عادة ما يكونون على حافة الموت. تؤدي ممرضات العناية المركزة المهام اليومية المعتادة، فيقمن بتقييم الحالات الحرجة ويقدمن العلاج التكثيفي والتدخل الجراحي ويحمين المرضى ويحافظن على أنظمة دعم الحياة التي تتضمن التهوية الميكانيكية عن طريق التخدير بالنفخ أو عن طريق الرغامي أو عن طريق التنبيب الأنفي الرغامي، ويقمن بالمعايرة المستمرة للأدوية عن طريق الوريد الفعال في الأوعية، من أجل المحافظة على ضغط الشريان وللتأكد من أن تروية الأنسجة والأعضاء كافية. وهناك قائمة محددة أكثر للأعمال المنجزة بواسطة تلك الممرضات وتشمل على: تقييم حالة المريض والتخطيط لها وتنفيذ خطط الرعاية له ومعالجة الجروح وتقديم دعم الحياة المتقدم ومساعدة الصيدليين في أداء الإجراءات ومراقبة العلامات الحيوية للمريض وتسجيلها والتأكد من عمل أجهزة التهوية والمراقبة وغيرها من المعدات الطبية بشكل جيد وإدارة السوائل الوريدية والأدوية وطلب اختبارات الفحص والتعاون مع أعضاء فريق العناية المركزة والاستجابة للأوضاع التي قد تهدد الحياة واستخدام معايير التمريض وجدوال أعمال العلاج والعمل كمحاميات للمريض. وأخيرًا تقديم التعليم والدعم لأهالي المرضى. يجب أن تكون تلك الممرضات مرتبات ومنظمات، ليوازّن ويؤدين جميع هذه المهام المطلوبة والقيمة بقدرات جيدة. وتلك الممرضات لديهن قدرًا كبيرًا من الحكمة والمنطق الجيد عندما يتخذن قررات مهمة، ويستخدمن قدراتهن لفهم الأوضاع. ويستخدمن المهارات المذكورة سابقًا للتعامل مع أي حدث يجري حولهن ويتخذن الخيار الصحيح بناءًا على ذلك.

## التدريب والتعليم
تدربت ممرضات العناية المركزة في الولايات المتحدة في دعم الحياة القلبي المتقدم (ACLS)، وحصلنّ على العديد من الشهادات في تمريض العنايات المركزة والحادة (CCRN) عن طريق الجمعية الأمريكية لممرضات العناية المركزة. وبسبب الطبيعة الغير مستقرة للسكان المرضى، فقليلاً ما تعمل ممرضات الممارسة المجازة في دور الرعاية البدائية في وحدة العناية المركزة. لكن مع التدريب المناسب والخبرة، لعبت ممرضات الممارسة المجازة دورًا أساسيًا في العمل الممتاز بجانب الرعاية للمرضى ذوي الحالات الصحية الحرجة. ولتكونين ممرضة في وحدة العناية المركزة، يجب أولاً إنهاء درجة البكالوريس في التمريض والنجاح في اختبار تراخيص المجلس الوطني (NCLEX-RN). وعندما تجتاز الممرضة الاختبار، يمكنها بدأ العمل كممرضة مسجلة ومنتظمة (RN). وبعدما تحصل على التعاقد من وحدة العناية المركزة، تمنح الممرضة تدريبًا متخصصًا إضافيًا. وبعد مرور 1750 ساعة من التدريب المباشر بجانب الرعاية في وحدة العناية المركزة، يمكن للممرضة إجراء اختبار (CCRN). وضع المجلس الاستشاري للجمعية الأمريكية لممرضات العناية المركزة معاييرًا للممرضات وحافظ عليها. وتعرف الشهادات المقدمة من هذا المحلس ب CCRN. وبناءًا على المستشفى والدولة، ستحتاج الممرضة المسجلة أن تأخذ قدرًا معينًا من ساعات التعليم المستمرة لتحافظ على معلوماتها عن التقنيات الحالية وتواكب المتغير منها. 
التسجيل هو المصطلح التنظيمي للعملية التي تحدث بين الممرضة الفردية والدولة، والتي تشمل على ممارسات تلك الممرضة. سجلت جميع الممرضات في الولايات المتحدة كممرضات من دون تحديد. CCRN هو مثال على شهادة التخصص بعد التسجيل في العناية المركزة. وهناك أيضًا فروق في اختبار شهادات العناية المركزة، فتعرض الجمعية الأمريكية لكليات التمريض السماح لممرضات بأخذ شهادة في الرعاية المتقدمة والطب القلبي والجراحة القلبية. بالإضافة إلى ذلك، يمكن أن يمنح المتخصصين في التمريض السريري شهادات في البالغين وحديثي الولادة والأطفال والعناية المركزة. في تشرين الثاني عام 2007، بدأت مؤسسة شهادات الجمعية الأمريكية لكليات التمريض ب ACNPC، وهو اختبار شهادة التمرين المتقدم لممارسين التمريض في العناية المركزة. تلك الشهادات لم تمنح أي امتيازات للتدريب الإضافي، كما يتم تنظيم ممارسة التمريض من قبل مجلس الدولة للأفراد والمختص بمهنة التمريض. وهذه الشهادات ليست مطلوبة للعمل في وحدة العناية المركزة، ولكنها للتشجيع من قبل العاملين، كما أن اختبارات هذه الشهادات صعبة الاجتياز وتتطلب معلومات شاملة بالفيزيولوجيا المرضية والممارسات التمريضية والطبية المتخصصة بالعناية المركزة. وفي حين أن الشهادة أصبحت صعبة الحصول، فينظر إليها الكثيرون على أنها مجال يدل على الخبرة في مجال التمريض للعناية المركزة، وتدل على رغبة الممرضة المفردة بتطوير معلوماتها البدائية ومهاراتها، مما يتيح للممرضات فرصة تحسين رعايتهن للمرضى. 
و من المطلوب أيضًا، شعور ممرضات العناية المركزة بالراحة مع التقنيات المختلفة والواسعة واستخداماتها في إطار العناية المركزة. وتشمل هذه التقنيات على المعدات، مثل: أنظمة المراقبة المختصة بالقلب والدورة الدموية وعلاج مراوح التهوية الميكانيكية ومضخات البالون داخل الشريان الأبهر وأجهزة مساعدة البطين ومعدات الاستبدال الكلوي المستمرة ودوائر الأكسجين للغشاء خارج الجسم وغيرها من الأجهزة المتقدمة الداعمة للحياة. ويقدم التدريب على استخدام هذه المعدات من خلال شبكة داخل المستشفى الموصولة بخدمة، والتدريب على المنتج والعديد من ساعات التعليم مع المشغلين ذوي الخبرة. والتعليم السنوي المستمر مطلوب من قبل معظم الدول في الولايات المتحدة ومن قبل العديد من العاملين، للتأكد من أن المهارات موجودة حتى الآن. وستقوم العديد من فرق إدارة وحدات العناية المركزة بإرسال ممرضاتهم إلى المؤتمرات، للتأكد بأنهن لازلن يواكبن الحديث من التقنية المتغيرة والسريعة.

## مجالات العمل
تعمل ممرضات العناية المركزة في مجموعة متنوعة من المجالات المختلفة، ومع مجموعة متنوعة من السكان المرضى. وهناك العديد من ممرضات العناية المركزة اللاتي يعملن في المستشفيات داخل وحدات العناية المركزة وفي وحدات العناية بعد الجراحة وفي وحدات العناية الخاصة. وأيضًا يعملن في الإخلاء الطبي وفرق النقل. 
في أغسطس عام 2004، ولإثبات عمل ممرضات العناية المركزة، دعا مستشفى ماساتشوسش العام المراسل سكون ألين والمصور ميشيل ماكدونالدز من بوسطن غلوب للمشاركة في «تجربة الانغماس» في وحدة العناية المركزة الجراحية. قضى عاملين غلوب ثمانية أشهر تحت ظل الممرضة ذات الخبرة والممرضة المتدربة، لمعرفة المزيد عن مهنة التمريض بشكل مباشر. وكانت النتيجة الجزء الرابع، سلسلة صفحتها الأولى، التي شغلت الفترة من 23 أكتوبر إلى 26 أكتوبر عام 2005، بعنوان العناية المركزة: تهيئة الممرضة في وحدة العناية المركزة. 
و أضيف الإجهاد النفسي للتمريض في وحدات العناية المركزة ووثق جيدًا. ونُقشت تجربة الإجهاد في مجالات وحدة العناية المركزة. وقيل بأنها تجربة فريدة من نوعها في هذه المهنة.

## تفاعل المريض
وفقًا لواشنطن، أيًا كان التخصص، يجب أن تكون جميع الممرضات قادرات على بناء العلاقات الصادقة مع مرضاهن. فعندما تنمي الممرضات العلاقات القوية بينهن وبين مرضاهن، سيكونن قادرات على أخذ المعلومات الضرورية التي ستساعدهن في تشخيص حالات مرضاهن. أيضًا، أفراد العائلة الذين ينضمون لتلك العلاقة يسهلون على الممرضات بناء تلك العلاقات الصادقة مع المرضى، لأن أفراد الأسرة بإمكانهم تسهيل أي ضغط يجري للمريض الذي ربما يؤدي إلى ضعفه. وعندما يصاب المريض بمرض ذو المدى الطويل، فإن هذه العلاقات الجيدة التي بُنيت بين الممرضة والمريض ستساعد في تطوير نوعية حياة المريض.

## التخصصات الفرعية
يمكن أن تتخصص ممرضات العناية المركزة في مجالات عديدة ومختلفة بناءً على عمر المريض أو مرضه/إصابته. المرضى المسنين هم الأشخاص الذين تجاوزت أعمارهم 65 سنة، وتعمل الممرضات المتخصصات في طب الشيخوخة في وحدة العناية المركزة للبالغين. والأطفال المرضى هم الأطفال الذين أعمارهم ما دون 18 سنة. فالممرضة التي تعمل مع الأطفال المرضى جدًا، تعمل في وحدة العناية المركزة للأطفال. وأخيرًا، يعتبر الطفل حديث الولادة مريضًا من الوقت الذي ولد فيه وحتى الوقت الذي يغادر به المستشفى. فإذا ولد الطفل وكان مصابًا بمرض يهدد حياته، فيجب نقله لوحدة العناية المركزة المتخصصة للأطفال حديثي الولادة. 
و يختلف أيضًا المكان الذي تعمل فيه ممرضات العناية المركزة. فبعض الأماكن الاتي يمكنهن العمل فيها والأكثر شيوعًا هي المستشفيات، فيعملن داخل الوحدات المركزة العامة أو المتخصصة. ومن الغير مألوف، أنهن ربما يعملن في منازل بعض المرضى وفي بعض مراكز الطيران ومرافق العيادات الخارجية. 
و تختلف مجالات التخصص لممرضات العناية المركزة بناءًا على مرض المريض أو إصابته. فمثلاً: الوحدة التي تشمل على وحدة العناية المركزة للبالغين، متخصصة في رعاية إصابات المرضى، وتسمى وحدة العناية المركزة لإصابات البالغين. وتركز الوحدة عامة إما على البالغين أو الأطفال/حديثي الولادة، كما أن طرق العلاج تختلف لتلك الفئات العمرية. والمثال الآخر، يمكن أن تشمل وحدة العناية المركزة فقط على رعاية المرضى مباشرة قبل العمليات الجراحية الكبيرة أو الصغيرة وبعدها.

## الراتب
ممرضات العناية المركزة هن ممرضات متخصصات، ولهذا السبب فإنهن يتطلبن تدريب عميق ومتخصص أكثر من الممرضات المسجلات العاديات، لذا فإن رواتبهن عادةً أعلى مقارنة بالممرضات المسجلات الأساسيات بسبب العمل الكثيف والكثير اللاتي يقومن به يوميًا. ومعدل الراتب الوطني لممرضات العناية المركزة حوالي 69,110$. لكن في الرواتب المئوية العالية قد يصل الراتب إلى 96,630$.